# Vasile Darie
Vasile Darie (n. 5 noiembrie 1960, Brăila) este un antrenor de fotbal român. Întreaga sa carieră, atât ca fotbalist cât și ca antrenor este legată de Dacia Unirea Brăila. La Dacia Unirea Brăila a ocupat începând cu 2006 următoarele posturi: antrenorul echipei de juniori (2006-2007), antrenor secund (2008-2009) și antrenor principal (2007-2008 și 2009-2010).